# ワイオミング州会議事堂

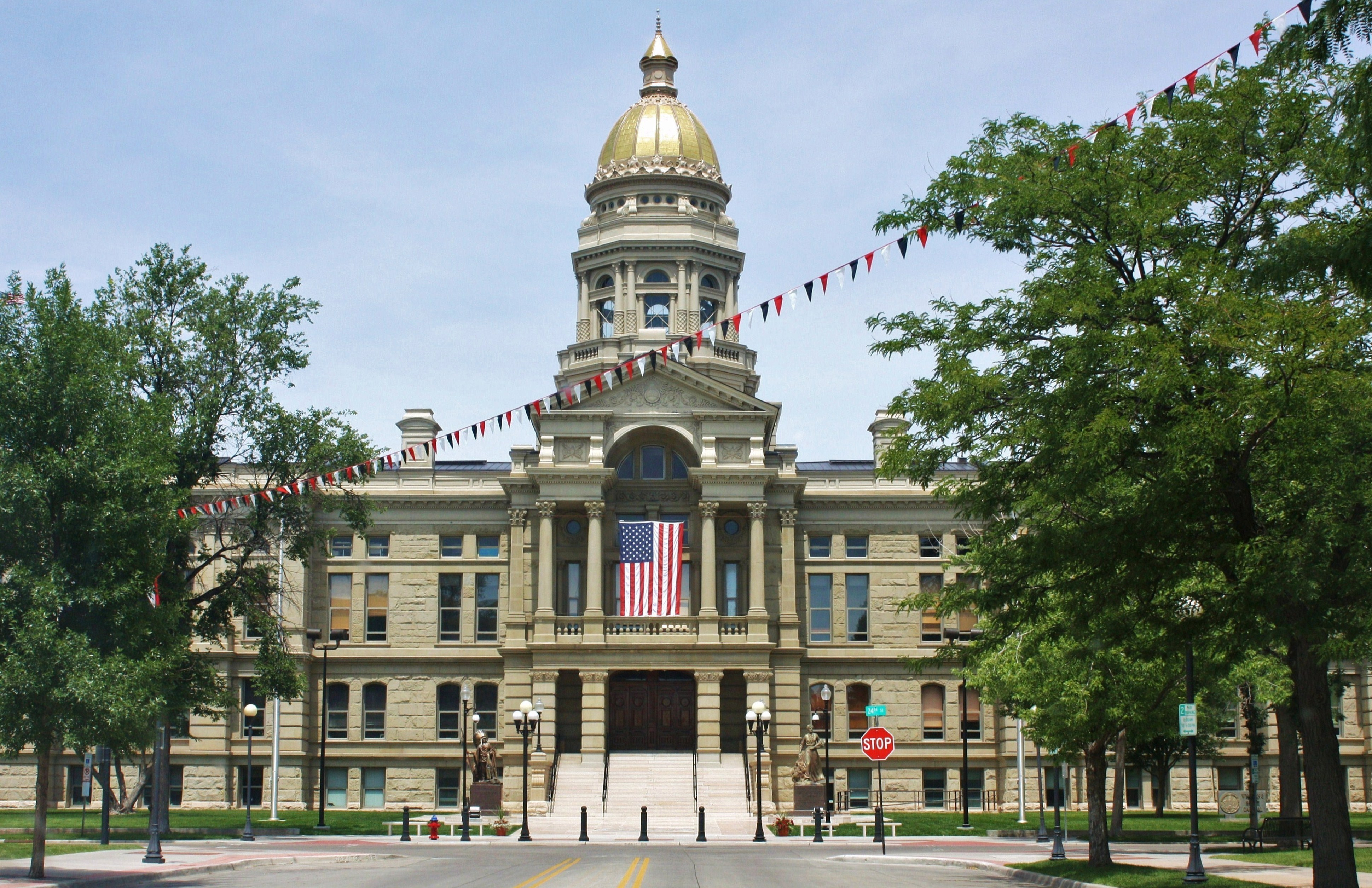
ワイオミング州会議事堂正面玄関

ワイオミング州会議事堂（ワイオミングしゅうかいぎじどう、Wyoming State Capitol）は、アメリカ合衆国ワイオミング州の州都シャイアンに立地する同州議会の議事堂。ワイオミング州議会の上下両院の議場に加えて、州知事室、州務長官室、州監査役室、および州出納役室が置かれている。シャイアン中心部の北に建つこの庁舎は、ワイオミングが連邦44番目の州に昇格する前、1886-90年にかけて建てられたもので、1973年には敷地とともに国家歴史登録財に、また1987年には国定歴史建造物にそれぞれ登録されている。

## 歴史
全米初の大陸横断鉄道であるユニオン・パシフィック鉄道が1867年に、当時ダコタ準州であったシャイアンまで開通し、町が創設された。翌1868年にワイオミング準州が創設されると、そのさらに翌年、1869年には、シャイアンがワイオミングの準州都となった。やがて、1886年にシャイアンで開かれた第9回準州議会で、準州会議事堂の建設が可決され、その建設費用として150,000ドル（当時）の予算が計上された。議事堂は同年9月9日に着工し、翌1887年5月18日に定礎した。建材には準州中南部ローリンズ、およびシャイアンから南へ約75kmのコロラド州フォートコリンズで採石されたサンドストーンが用いられた。次の第10回準州議会は未完成であったこの議事堂で開かれた。ワイオミングが州に昇格するわずか3ヶ月前、1890年4月に、議事堂の東西両ウィングが完成した。その後、この議事堂は手狭になったため、1915年に開かれた第13回州議会で上下両院の議場の増築が可決され、1917年にこれらが完成した。1974年に開かれた第42回州議会では、この議事堂庁舎の改装が可決され、1980年に完了した。

## 概観

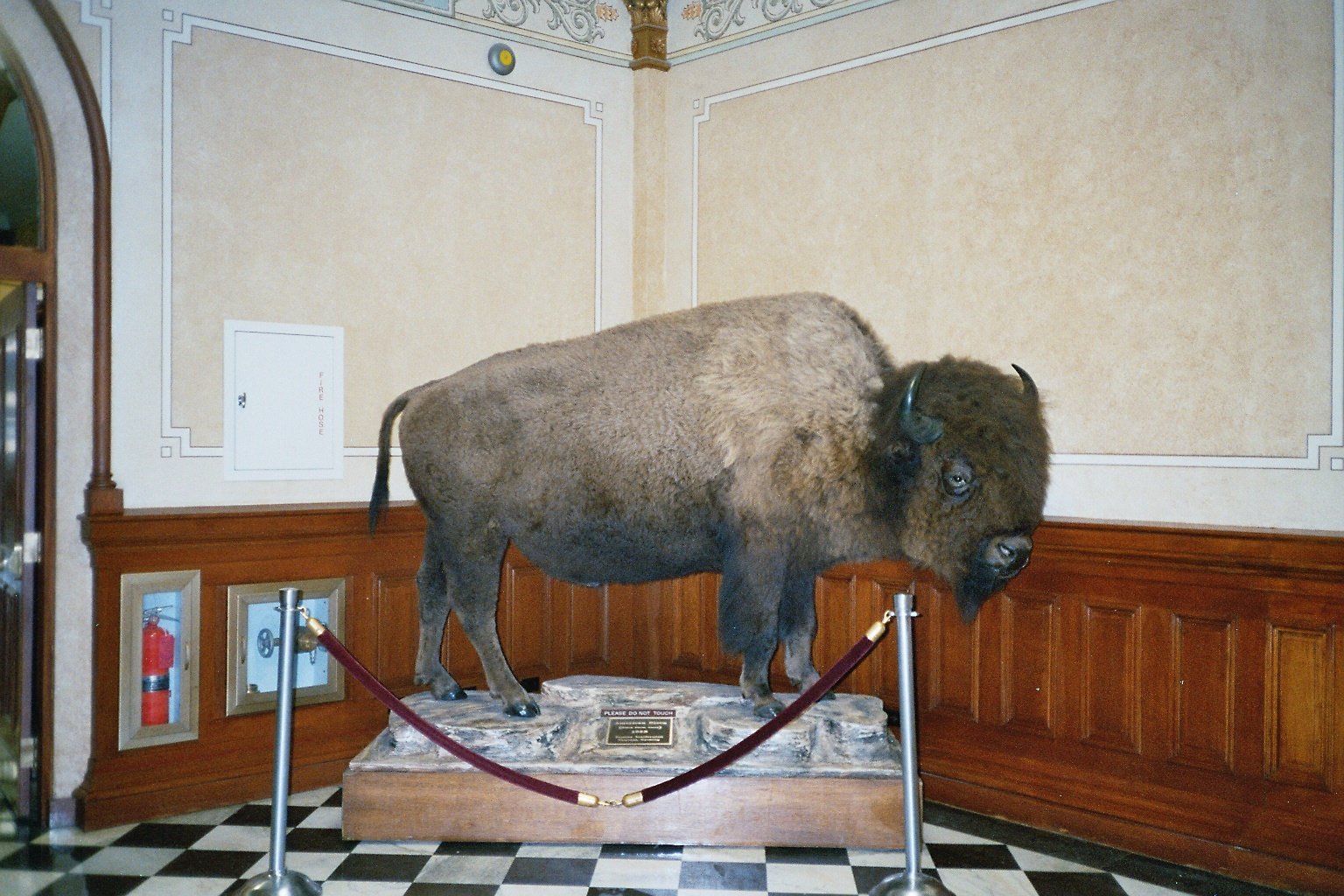
州会議事堂内に置かれているアメリカバイソンの剥製

ワイオミング州会議事堂はドームの頂上まで高さ44.5mである。ドームは銅製で、純金の金箔が貼られている。ドームの金箔は1900年から5回貼り直されており、直近では2010年に貼り直されている。ドームの内側にはイングランドから輸入したステンドグラスが貼られており、また直下のロタンダの床は、イタリア産の白の大理石とバーモント州産の黒の大理石のタイルで市松模様になっている。その東西両側には州章が、また南北両側には準州章がそれぞれ埋め込まれている。
庁舎は3階建てで、1階には州知事室、州務長官室、州監査役室、および州出納役室が置かれている。1階西側廊下には、1985年に州法で州獣に定められたアメリカバイソンの剥製が展示されている。また、1階東ウィングには歴代州知事の肖像画が展示されている他、ワイオミングに最初の大陸横断鉄道をもたらすことになった、太平洋鉄道法案に署名をした大統領、エイブラハム・リンカーンの胸像が置かれている。2階の西ウィングには州議会上院の本会議場が、また東ウィングには州議会下院の本会議場がそれぞれ置かれている。3階には上下両院の傍聴席が設けられている。
正面玄関階段の左側にはショショーニ族の酋長ワシャキーの像が、また右側にはワイオミング準州において女性参政権の実現に寄与したエスター・ホバート・モリスの像がそれぞれ立っている。これら2体の像のレプリカは連邦議会議事堂の国立彫像ホール・コレクションに展示されている。また、議事堂敷地の南西端、24thストリートとキャリー・アベニューの北東角には、自由の鐘のレプリカが置かれている。